# فرودگاه بین‌المللی ووهان تیانهه
فرودگاه بین‌المللی ووهان تیانهه (به انگلیسی: Wuhan Tianhe International Airport) یک فرودگاه همگانی مسافربری با کد یاتا WUH است که یک باند فرود بتن دارد و طول باند آن ۳۴۰۰ متر است. این فرودگاه در شهر ووهان کشور چین قرار دارد و در ارتفاع ۳۴ متری از سطح دریا واقع شده‌است.

## شرکت‌های هواپیمایی و مقصدهای پروازی

### مسافری
| شرکت‌های هواپیمایی                             | مقصدهای پروازی | Terminal      |
| --------------------------------------------- | --- | ------------- |
| ایرآسیا                                       | کوتا کینابالو | International |
| ایرآسیا ایکس                                  | کوالالامپور | International |
| ایر چاینا                                     | پکن، چانگچون لونگییا، چنگدو شوانگلیو، داکینگ سارتیو، بایون گوآنگجو، کینگدائو لیوتینگ، شنژن بن، تیانجین بینهای، زیامن گائوچی، شی‌آن شیان‌یانگ، یانتای چائوشوی، یینچوان هیدونگ | 2             |
| ایر چاینا                                     | چیانگ مای، ماکائو، سورات | International |
| ایر فرانس                                     | شارل دوگل پاریس | International |
| آل نیپون ایرویز                               | ناریتا | International |
| بیجینگ کپیتال ایرلاینز                        | دالیان ژووشویزی، انشی ژوجیپینگ، هایکو میلان، هوهوت بایتا، لیجیانگ سانی، سانیا فونیکس، زیامن گائوچی | 2             |
| دراگون‌ایر                                     | هنگ کنگ | International |
| Chengdu Airlines                              | چنگدو شوانگلیو، نانینگ ووژو، تایژو لوکیائو، ونچو یونگچیانگ | 2             |
| چاینا ایرلاینز                                | تائویوان تایوان | International |
| هواپیمایی شرقی چین                            | پکن، چنگدو شوانگلیو، چنگچینگ ییانگبی، دالی، دالیان ژووشویزی، انشی ژوجیپینگ، بایون گوآنگجو، هانگجو ژیاشان، هاربین تایپینگ، کونمینگ چانگشوی، لانجو ژنگچوان، لیوژو بایلیان, لوژو لانتیان، نانینگ ووژو، نینگبو لیشه، کینگدائو لیوتینگ، سانیا فونیکس، شانگهای هونگچیائو، شانگهای پودنگ، جییانگوشان، شننژیا، شنینگ تخین، شنژن بن، ووسو تائی‌یوان، تیانجین بینهای، اورومچی دیووپو، ونچو یونگچیانگ، زیامن گائوچی، شی‌آن شیان‌یانگ، Xilinhot، شیشوانگبانا گاسا، یانچنگ نانیانگ، یانتای چائوشوی، ییبین سایبا، یینچوان هیدونگ، ژان‌جیانگ، زونی زینزهو | 2             |
| هواپیمایی شرقی چین                            | سووارنابومی، گاوشیونگ، کرابی، سیدنی، تائویوان تایوان | International |
| هواپیمایی شرقی چین اجرا توسط شانگهای ایرلاینز | شانگهای هونگچیائو | 2             |
| هواپیمایی جنوبی چین                           | بائوتو ارلیبان، پکن، چانگچون لونگییا، چنگدو شوانگلیو، چنگچینگ ییانگبی، دالیان ژووشویزی، انشی ژوجیپینگ، بایون گوآنگجو، گایلین لیانگ‌جیانگ، لانگ‌دونگ‌بائو گوئی‌یانگ، هایکو میلان، هانگجو ژیاشان، هاربین تایپینگ، کورلا، کونمینگ چانگشوی، لانجو ژنگچوان، نانینگ ووژو، نینگبو لیشه، کینگدائو لیوتینگ، سانیا فونیکس، شانگهای پودنگ، جییانگوشان، شنینگ تخین، شنژن بن، ووسو تائی‌یوان، تیانجین بینهای، اورومچی دیووپو، ونچو یونگچیانگ، زیامن گائوچی، شی‌آن شیان‌یانگ، شیشوانگبانا گاسا، زوهای سانزاهو                                               | 2             |
| هواپیمایی جنوبی چین                           | سووارنابومی، دوبی، هنگ کنگ، گاوشیونگ، نینوی آکوئینو (آغاز از ۶ نوامبر ۲۰۱۷)، شرمتیوو، چوبو سنترایر، لئوناردو دا وینچی-فیومیچینو، سانفرانسیسکو، اینچئون، تائویوان تایوان، ناریتا | International |
| چونگ‌کینگ ایرلاینز                             | چنگچینگ ییانگبی، هانگجو ژیاشان | 2             |
| هاینان ایرلاینز                               | پکن، لانگ‌دونگ‌بائو گوئی‌یانگ، هایکو میلان، هانگجو ژیاشان، هوهوت بایتا، کینگدائو لیوتینگ، سانیا فونیکس، اورومچی دیووپو، ونچو یونگچیانگ | 2             |
| Jetstar Pacific Airlines                      | چارتر: کام رانح | International |
| جوی ایر                                       | شی‌آن شیان‌یانگ، شیانگیانگ لیوجی | 2             |
| جونیائو ایرلاینز                              | لیجیانگ سانی، شانگهای هونگچیائو، شانگهای پودنگ | 2             |
| جونیائو ایرلاینز                              | انگوراه رای | International |
| کورین ایر                                     | اینچئون | International |
| Kunming Airlines                              | کونمینگ چانگشوی، یانگژو تایژو | 2             |
| لاین ایر                                      | چارتر: انگوراه رای，سام رتولنگی | International |
| Lucky Air                                     | دالیان ژووشویزی، کونمینگ چانگشوی، لیجیانگ سانی، کینگدائو لیوتینگ | 2             |
| مالزی ایرلاینز                                | کوالالامپور | International |
| مالیندو ایر                                   | کوالالامپور، پنانگ | International |
| مندرین ایرلاینز                               | سونگشان تایپه | International |
| New Gen Airways                               | چارتر: کرابی | International |
| شاندونگ ایرلاینز                              | گایلین لیانگ‌جیانگ، لانگ‌دونگ‌بائو گوئی‌یانگ، جینان یاکیانگ، نانینگ ووژو، کینگدائو لیوتینگ، زیامن گائوچی، یانتای چائوشوی، یینچوان هیدونگ | 2             |
| شنژن ایرلاینز                                 | چانگچون لونگییا، بایون گوآنگجو، هوهوت بایتا، کونمینگ چانگشوی، نانینگ ووژو، شنینگ تخین، شنژن بن، سانن شوفانگ، سینینگ کائوجیابو | 2             |
| سیچوان ایرلاینز                               | چنگدو شوانگلیو، چنگچینگ ییانگبی، هاربین تایپینگ، نانینگ ووژو، نانتونگ زینگدونگ، کوانژو جینجیانگ، شننژیا | 2             |
| سیلک‌ایر                                       | چانگی سنگاپور | International |
| اسپرینگ ایرلاینز                              | کانزای | International |
| Spring Airlines Japan                         | ناریتا | International |
| تای ایرآسیا                                   | دن موئنگ، پوکت | International |
| تیانجین ایرلاینز                              | بیهای فوچنگ، فوژو چنگل، اوردوس ایجین هورو، سانیا فونیکس، تیانجین بینهای، شی‌آن شیان‌یانگ | 2             |
| ویتنام ایرلاینز                               | چارتر: دا نانگ | International |
| وست ایر                                       | چنگچینگ ییانگبی، فوژو چنگل | 2             |
| ژیامن ایرلاینز                                | چنگدو شوانگلیو، چنگچینگ ییانگبی، فوژو چنگل، هانگجو ژیاشان، جینان یاکیانگ، کونمینگ چانگشوی، لانجو ژنگچوان، Mianyang، کوانژو جینجیانگ، ووسو تائی‌یوان، تیانجین بینهای، اورومچی دیووپو، زیامن گائوچی، یینچوان هیدونگ | 2             |

### باری
| شرکت‌های هواپیمایی    | مقصدهای پروازی                                               |
| -------------------- | ------------------------------------------------------------ |
| چاینا پستال ایرلاینز | نانجینگ لوکو                                                 |
| SF Airlines          | هانگجو ژیاشان، شنژن بن، ژنگژو سین‌ژنگ                         |
| Uni-Top Airlines     | چنای، ایندیرا گاندی، لوگزامبورگ - فیندل، ناریتا، کوالالامپور |
| یانگتزه ریور اکسپرس  | بایون گوآنگجو، هانگجو ژیاشان، شنژن بن                        |